# داریوش نویدگویی
داریوش نویدگویی، ناشر و نویسنده شیرازی و دارنده نشان درجه یک فرهنگ و هنر، در دو دهه  ۱۹ بار به عنوان ناشر برتر ملی و ۲۷ بار به عنوان ناشر برتر استان فارس انتخاب شده است.

## سوابق
وی همچنین عضو هیئت مدیره، شوراها و بنیادهای خیریه و فرهنگی کشور و استان فارس، ریاست انجمن خیرین توسعه کتابخانه‌ها و ترویج کتابخوانی استان فارس.

## عملکردهای فرهنگی
نویدگویی ده‌ها هزار جلد کتاب مفید، نسخ خطی، اسناد و مدارک تاریخی و… را به مراکز علمی، دانشگاهی، آموزشی و فرهنگی اهداء کرده است، آیین‌های ملی و بین‌المللی تجلیل و تقدیر از مفاخر بزرگ برخاسته از شیراز و فارس را برگزار نموده است و افزون بر هزار لوح تقدیر و سپاس از بالاترین شخصیت‌های اجرایی کشور طی چهل سال اخیر دریافت نموده. موزه کتاب و سرای فرهنگی در دروازه اصفهان (شیراز)(جنب بنای تاریخی کمپانی ایران و هند) ایجاد نموده که مرکز و محل دیدار روزانه فرهنگیان و دوستداران ایران است. وی در سال ۱۳۷۹ تعداد ۱۰۴ کتاب نسخه خطی و چاپ سنگی را به کتابخانه مرکزی و مرکز اسناد دانشگاه شیراز اهدا کرد. وی ۱۶۳ برگ سند تاریخی را به کتابخانه ملی منطقه جنوب کشور به مدیریت اسناد و کتابخانه ملی منطقه جنوب کشور اهدا نمود. نوید گویی در دیدار رئیس و اعضای شورای اسلامی شیراز به همراه حمید رضا قانعی مدیر کل فرهنگ و ارشاد اسلامی و منوچهری مدیر مرکز اسناد و کتابخانه ملی فارس، همچنین رئیس مجمع خیرین شهرساز و فرهنگ ساز شهرداری شیراز از مجموعه فرهنگی و موزه کتاب نوید گویی ۶۰۰ جلد کتاب انتشارات نوید شیراز به مردم کردستان اهدا نمود. وی با هدف توسعه و ترویج زبان و ادب پارسی اقدام به اجرای جلسات مشاعره با حضور شاعران پارسی گوی و علاقمندان به شعر و ادب پارسی کرد. بیش از ۵۳۰ جلد کتاب خطی و چاپ سنگی گرانبها به کتابخانه میرزای شیرازی اهدا نمود همچنین مجموعه بسیار ارزشمند و پرشمار از اسناد، احکام ادارات و سازمان‌های دولتی و اسناد عقد و ازدواج و داد و ستد املاک مربوط به ۲۰۰ سال پیش تا امروز که در سالیان دراز گردآوری کرده را برای راه‌اندازی موزه اسناد به مدیریت اسناد و کتابخانه ملی منطقه جنوب کشور شیراز به این مرکز علمی، پژوهشی و فرهنگی هدیه کرد.

## انتشارات
وی از سال ۱۳۴۹ با ایجاد و مدیریت انتشارات نوید شیراز نقش برجسته در نشر آثار نفیس ایرانی داشته است. وی با استفاده از خوش‌نویسان اقدام به تهیه و نشر کتابهای باستانی و اشعار شیراز به شکل نفیس نموده است. انتشارات او در میان ۶ ناشر برتر کشور بعد از سال ۱۳۵۷ قرار دارد.

## بزرگداشت
در تاریخ دوم آبانماه۱۴۰۳ از داریوش نویدگویی به دلیل نیم قرن فعالیت فرهنگی در تالار احسان شیراز با شرکت ادیبان و فرهنگیان استان فارسی تجلیل شد. وی ۱۹ بار ناشر برتر کشور، ۲۷ بار ناشر برتر استان شناخته شد. نویدگویی تا زمان این تجلیل ۹۰۰ لوح تقدیر از وزارت فرهنگ و ارشاد دریافت کرده و ۴۳۰۰ عنوان کتاب به چاپ رسانده است. متأسفانه این ناشر برتر در سیل ۱۳۸۰ شیراز حدود ۷۰۰ هزار کتاب از دست داد. دکتر محمد امین جعفری شاعر، نویسنده و پژوهشگر ادبی در حاشیه برپایی آیین نکوداشت گفت: اگر استاد داریوش نوید گویی را یک دانشکده علوم انسانی بنامیم سخنی به گزاف نگفته‌ایم.

## انتقاد از وضعیت نشر و مفاخر
نویدگویی بارها از وضعیت نشر در کشور از توزیع کتاب در کارتن کتاب گرفته تا وضعیت ناشران ناوارد گرفته تا زمان تأیید حدود دو ساله کتاب برای چاپ توسط وزارت فرهنگ و ارشاد اسلامی گلایه نموده است و همچنین از عدم اطمینان مؤلفان شهرستانی به این ناشران شهرستانی گلایه نموده است و در نهایت به دلیل عدم توجه مسئولان به این مهم کار را به جایی رساند که این ناشر برجسته اقدام به تعطیلی نشر خود نمود.وی بیش از ۲۰ سال قبل مجموعه ۶۰۰ جلدی کتاب‌های خطی را به کتابخانه دانشگاه شیراز اهدا کردم طی این مدت به آن‌ها هیچ توجهی نشد و حتی از کارتن بیرون نیامد تا در نهایت اسفند ۱۴۰۲ با پیگیری‌های استاندار وقت ایمانیه به آن سرو سامانی داده شد. وی بارها با ایجاد نمایشگاه کتاب سعی در گسترش فرهنگ کتابخوانی در شیراز به عنوان پایتخت فرهنگی داشته است که اخیراً به دلیل عدم همکاری و فضای لازم و هزینه‌های گزاف گذشته در تنهایی اعلام نمود دیگر توان انجام اینکار را ندارد. بارها از خلف وعده مسئولان گلایه نموده است حتی با وجود پیگیری‌های وی برای اختصاص باغی برای تدفین مفاخر شیراز و مصوبه‌های لازم باز هم این مهم اجرایی نشده است.

## کتابخانه باز
وی اولین کتابخانه باز، بدون کتابدار یا حتی نگهبان را در نزدیکی آرامگاه حافظ رو به روی اداره فرهنگ و ارشاد اسلامی ایجاد نمود که مردم شیراز بتوانند کتاب را شخصاً برداشته مطالعه و برگردانند.

## موزه مردم‌شناسی و نمایشگاه کتاب انتشارات نوید شیراز
نوید گویی با ایجاد موزه مردم‌شناسی و نمایشگاه کتاب گامی دیگر در شناسایی مردم و فرهنگ فارس و شیراز به عنوان پایتخت فرهنگی و یکی از جاذبه‌های گردشگری برداشت. در این نمایشگاه آموزش صحافی به صورت رایگان صورت می‌گیرد.